# Pieter Nieuwland

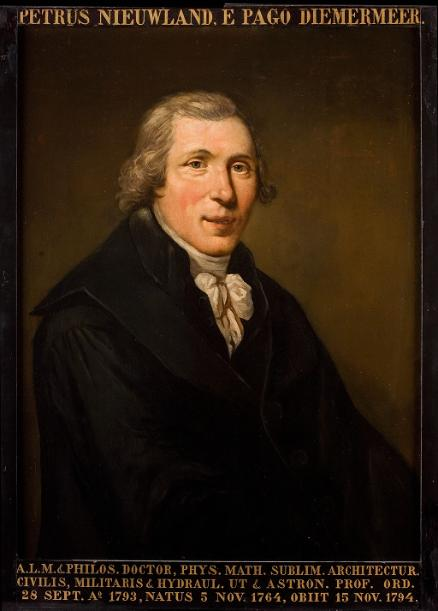
Pieter Nieuwland

Pieter Nieuwland (* 5. November 1764 in Diemermeer bei Amsterdam; † 24. November 1794 in Leiden) war ein holländischer Dichter, Mathematiker und Naturkundler.

## Leben
Sein Vater war Zimmermann von Beruf, dabei aber belesen und in der Mathematik erfahren. Er unterrichtete seinen einzigen Sohn bis zu dessen elften Lebensjahr. Nieuwland zeigte schon früh eine große Begabung. Als seine Mutter ihm im Alter von drei Jahren Kupferstiche von Jan Luiken zeigte, und ihm die 50 sechsfüßigen Verse dazu vorlas, konnte er sie später auswendig wiederholen. Als der Rechenmeister Henricus Aeneae ihn im Alter von acht Jahren fragte, ob er den räumlichen Inhalt einer Statue bestimmen könnte, wollte er ein Stück Holz, aus der diese Statue gemacht ist, daraus einen Würfel machen und die Gewichte vergleichen.
Im Alter von elf Jahren wurde er im Haus der Herren Bernhardus und Jeronimo de Bosch in Amsterdam aufgenommen, wo er vier Jahre lang täglich Unterricht bekam und Latein und Griechisch lernte. Ab 1777 besuchte er das Atheneum Illustre in Amsterdam, wo er bei Herman Tollius Literatur und bei Daniel Wyttenbach Philosophie und Mathematik lernte. Von September 1784 bis 1785 studierte er Naturlehre und Mathematik an der Universität Leiden und danach bei Jean Henri van Swinden an der Universität Amsterdam.
Nieuwlands Hauptinteressengebiete waren die Mathematik, die Naturlehre (vor allem Physik und Chemie) und später auch die Astronomie. Zudem war er sehr an Dichtkunst interessiert, schrieb selbst Gedichte, darunter die Ode Orion (1788), die ihn "in Holland unsterblich" gemacht habe und er galt auch als bester zeitgenössischer Übersetzer aus dem Griechischen.
1787 wurde er von den Utrechtschen Landständen als Nachfolger von Johann Friedrich Hennert als Professor an der Universität Utrecht erwählt. Dieser Ruf wurde aber rückgängig gemacht, und er wurde stattdessen vom Amsterdamer Magistrat zum Lektor der Mathematik, Stern- und Schifffahrtskunde berufen.
Schon im Alter von 22 Jahren war er, neben Jean Henri van Swinden und van Keulen in eine Kommission der Amsterdamer Admiralität aufgenommen worden, die die Seekarten verbessern sollte und in der er über acht Jahre (bis zu seinem Tod) mitarbeitete. 1789 wurde er Mitglied der gelehrten Gesellschaft Felix Meritis, bei der er chemische Untersuchungen durchführen und vorführen konnte. Im Juli 1793 wurde er als Nachfolger von Christiaan Hendrik Damen (1754–1793), als Professor für Naturlehre, Astronomie und Mathematik an die Universität Leiden berufen. 1794 wurde er zum korrespondierenden Mitglied der Göttinger Akademie der Wissenschaften gewählt.
Nieuwlands wissenschaftliche Beiträge liegen im Bereich der Seefahrtskunde und Navigation, der Physik und Astronomie.
Er verbesserte die von Cornelis Douwes entwickelte Methode zur Bestimmung des Breitengrades aus zwei gemessenen Sonnenhöhen, bestimmte die vorteilhaftesten Zeiten für die Messung und die möglichen Fehler. 1789 berichtete er de la Lande in Paris drüber. Nach dem Tod seiner Gattin verbrachte er 1792 zwei Monate in Gotha bei Franz Xaver von Zach und erörterte die Breitengradmessung. Die Abhandlung zu diesem Thema erschien 1793 in den von Johann Elert Bode herausgegebenen „Astronomischen Jahrbüchern“.
Zur Schifffahrt erschienen unter anderem sein Werk Zeevaardkunde (1793 bei Georg Hülst van Keulen) sowie die von der Kommission der Admiralität herausgegebenen Abhandlung Über des Meeres Länge und der Seealmanach, die großteils auf seiner Arbeit beruhen.
In der Astronomie untersuchte er die damals noch nicht erklärte Neigung der Rotationsachse der Planeten zur Normalen ihrer Umlaufbahn (d. h., z. B. der Erdachse gegen die Ekliptik) und gab eine Erklärung im Rahmen der Newtonschen Gravitationstheorie an, die 1793 im Supplement der „Astronomischen Jahrbücher“ erschien.
Nieuwland starb 1794 im Alter von 30 Jahren an einer Halsentzündung.
Die Pieter Nieuwlandstraat in Utrecht und Amsterdam und das Pieter Nieuwland College, eine weiterführende Schule in Amsterdam tragen seinen Namen.